# Ángel Reyna
Ángel Eduardo Reyna Martínez, mais conhecido como Ángel Reyna (Cidade do México, 19 de setembro de 1984), é um futebolista mexicano que atua como volante.

## Títulos
Monterrey
- Liga dos Campeões da CONCACAF: 2011–12

México
- Copa Ouro da CONCACAF: 2011